# Торияма, Акира
Аки́ра Торияма (яп. 鳥山 明 Торияма Акира, 5 апреля 1955, Киёсу, префектура Айти, Япония — 1 марта 2024) — мангака, наиболее известный как автор манги «Жемчуг дракона».

## Обзор
В 1978 году Торияма дебютировал в Weekly Shonen Jump № 52 с произведением «Волшебный остров». По эксклюзивному контракту с Shueisha он публиковал свои работы в Weekly Shonen Jump и других журналах серии Jump. По его главным работам Dr. Slump and «Жемчуг дракона» были сняты аниме-сериалы, которые с 1981 по 1999 транслировалось на телеканале Fuji TV  в прайм-тайм по средам с 19:00 до 19:30. Были показаны следующие аниме Dr. Slump Arale-chan, Dragon Ball, Dragon Ball Z, "Dragon Ball GT, Doctor Slump. Помимо своей основной деятельности, он также принял участие в разработке игр Dragon Quest как художник по персонажам, занимался дизайном пластиковых моделей машин.
Сигэо Нисимура, главный редактор Weekly Shonen Jump в 1980-1990-х гг, сказал: «Никто не может отрицать, что достижение планки продаж в 6 млн. копий журнала Weekly Shonen Jump было возможно только с помощью разрушительной силы Акиры Ториямы».

## Жизнь

### Детство
Акира Торияма родился 5 апреля 1955 года в городе Киёсу японской префектуры Айти. 
Увлёкся рисованием с раннего детства. Его первыми рисунками становятся животные и транспортные средства, но настоящий интерес к этому искусству просыпается после просмотра мультфильма «101 далматинец» (1961). Потрясённый увиденной красотой, он с головой уходит в мир художественной иллюстрации в надежде достичь похожего уровня мастерства. Акира в детстве был не очень послушным мальчишкой, его озорство сохранилось и после поступления в начальную школу. Каждый день он шалил и играл до самого вечера, а потом приходил домой и рисовал. Однажды в гостях у школьной подруги он увидел большое количество разбросанных комиксов, которые принадлежали её старшему брату, и был поражён существованием подобных книг. Для себя мангу он открыл позже через Astro Boy Осаму Тэдзуки (1952–1968).  
Несмотря на то, что Акира был сильно увлечён комиксами в начальной школе, после перехода в среднюю его интерес пропадает совсем. Это связано с новыми увлечениями — кино и телевидением. В то же время ему по-прежнему нравится рисовать, все его тетради и учебники полны рисунков.

### Юность
В средней школе Акира Торияма выбирает направление с уклоном в дизайн. Ему нравится рисовать так же сильно, как и раньше, но куда больше нравится развлекаться. По дороге домой из школы он заходит в магазины игрушек, ходит в боулинг, играет в бильярд, практически не читает комиксы, хотя время от времени рисует их. Ближе к окончанию средней школы он без колебания выбирает направление – идти работать. И хотя родители были против, Акира вспоминал: «Я уже устал от учёбы и был уверен, что с моим уровнем рисования буду хорош на практике. Я был таким нахальным ребёнком». В 1974 году он заканчивает ремесленное училище префектуры на отделении дизайна.

### Дизайнерская компания
После курсов старшей школы Акира Торияма присоединился к компании, которая работала в направлении рекламы, а характер самой работы был больше ориентирован на дизайн. В итоге это пришлось ему не по душе, так как он всегда мечтал заниматься именно рисованием. Позднее в одном из интервью он сказал: «А потом меня заставили делать то, что у меня не получается, например, надписи. Я это ненавидел, конечно, поэтому и ушёл. Но сейчас мне кажется, что этот опыт оказался полезным».
В 23 года Торияма оставляет работу в дизайнерской компании, не успев скопить достаточно сбережений. Ему приходится занимать деньги у матери. В одной из кофеен он подбирает листовку, приглашающую всех желающих поучаствовать в конкурсе крупнейшего издательства «Коданся» на лучшую мангу для журнала Weekly Shonen Magazine, но не попадает в окно приёма заявок. Тем не менее другое издательство Shueisha, проводившее похожий конкурс для журнала Weekly Shonen Jump в то же время, заявку принимает, но отклоняет уже саму работу, так как она являлась пародией на «Звездные войны», а не оригинальным произведением, что не подходило под требования конкурса. Несмотря на это сама манга Акиры очень понравилась Кадзухико Торисиме, будущему главному редактору этого издания, и он отправил художнику телеграмму с просьбой продолжать рисовать и присылать ему свои новые работы. В 1986 г. на вопрос журналиста журнала Telepal, что именно заставило его стать мангакой, Акира со смехом ответит: «... если честно, я просто хотел получить приз в 100 000 иен»

### Серия «Волшебный остров»
Торияма дебютировал как профессиональный мангака в журнале Shonen Jump с «Волшебным островом» (англ. Wonder Island) в 1978 году. Публикация стала провалом, заняв последнее место в анкетировании читателей. Позже Торияма сказал, что планировал бросить мангу после того, как ему заплатят, но поскольку «Волшебный остров 2» (1978) также оказался «провалом», его упрямство не позволило ему, и он продолжил рисовать неудачные истории с заявленным объемом около 500 страниц, включая Todays’ Highlight Island (1979). Затем Торисима посоветовал ему нарисовать главную героиню-девушку, и некоторое время спустя вышла манга Tomato Girl Detective, которая снискала небольшой успех. Почувствовав удовлетворение от проделанной работы, Акира решает нарисовать ещё одну мангу с женским персонажем в главной роли. Так появляется Dr. Slump.

### СерияDr. Slump
После начала публикации в 1980 году манги «Доктор Сламп» (Dr. Slump, 1980—1985) о приключениях сумасшедшего ученого и его творения — девочки-робота Арале, Акира Торияма прославился. Через пять недель после первой публикации началась работа над экранизацией. В 1981 году Торияма получает за Dr.Slump одну из самых престижных наград Shogakukan Manga Award в номинации «Сёнэн» (мальчики) или «Сёдзё» (девочки). Аниме-адаптация начала выходить в эфир в том же году в прайм-тайм среды в 19:00 на Fuji TV. Экранизации работ Ториямы будут занимать этот временной интервал непрерывно в течение 18 лет — начиная с оригинальной серии Dr.Slump и, спустя три части Dragon Ball, заканчивая ремейком Dr.Slump, завершившимся в 1999 году. К 2008 году манга Dr. Slump была продана тиражом более 35 миллионов копий в Японии.

### Серия «Жемчуг дракона»
В 1985 году в Shonen Jump начал выходить манга-сериал Ториямы «Жемчуг дракона» (Dragon Ball, 1985—1995), основанный на популярной в Японии легенде о Сон Гоку (Сунь Укуне) — герое классического китайского романа У Чэнъэня «Путешествие на Запад». Этот манга-сериал рассказывал не историю приключений Сон Гоку в зрелости, о которой обычно писали, а историю жизни Сон Гоку-подростка о том, как он собирал Драконьи жемчужины (собранные вместе семь жемчужин исполняют любое желание их владельца) и попутно стал величайшим воином Вселенной.
«Жемчуг дракона» сочетал в себе запутанный сюжет, специфический юмор и многочисленные боевые сцены. По его мотивам было снято три продолжительных аниме-сериала (общей длиной 575 серии, не считая третьего, ремейка второго и пятого аниме-сериалов, снятых уже без участия Ториямы) и 20 полнометражных аниме-фильмов.

### Другие работы
Помимо создания манги Торияма также работал художником по персонажам видеоигр, среди которых серия RPG-игр Dragon Quest и RPG-игра Chrono Trigger.
Его работы выставлялись в наиболее известных музеях современного искусства.

### Личная жизнь
2 мая 1982 года Торияма женился на уроженке Нагои Ёсими Като (яп. 加藤 由美 Като: Ёсими), рисовавшую мангу под псевдонимом Миками Нати (みかみなち). У них было двое детей: сын по имени Саскэ (佐助), родившийся 23 марта 1987 года, и дочь по имени Кикка, родившаяся в октябре 1990 года. Торияма жил в своей домашней студии в Киёсу. Он был известным отшельником, избегавшим появления на публике и в средствах массовой информации. В дополнение к своей застенчивости Торияма с декабря 1980 года использовал аватар по имени «Роботорияма», чтобы представлять себя в манге и интервью. Любил автомобили и мотоциклы, как и его отец, принимавший участие в гонках на мотоциклах и какое-то время управлявший авторемонтным бизнесом, хотя и не разбирался в механике .

### Смерть
Умер 1 марта 2024 года от острой субдуральной гематомы в возрасте 68 лет. Студия Bird объявила о его смерти неделю спустя, 8 марта.

## Работы
Манга
- «Волшебный остров» (1978)
- Tomato Girl Detective (1979)
- Todays' Highlight Island (1979)
- Dr. Slump (1980–1985)
- «Жемчуг дракона» (1985–1995)
- Mister Ho (1986)
- Go! Go! Ackman (1993–1994)
- Cowa! (1997–1998)
- Kajika (1998)
- Sand Land (2000)
- Dragon Ball x One Piece: Cross Epoch (2006)
- Jaco the Galactic Patrolman (2013)